# Barekamutjun állomás
A Barekamutjun állomás (örményül: Բարեկամություն) a jereváni metróvonal északi végállomása. Az állomást a vonalon a Marsall Bagramján állomás követi.
Ez az állomás a jereváni metró egyik regrégebbi állomása, amely 1982. március 7-én nyitotta meg kapuit. Az állomást az örmény és az orosz nép barátságának tiszteletére nevezték el. A metróállomás a Barekamutjun (Barátság) téren található.
A vonal meghosszabbítását innen tervezik, amely két új állomás megnyitását jelentené, amelyek közül az első az Ajapnjak, majd a Nazarbekján állomás, amely a jövőbeni végállomás lenne.

## Dizájn

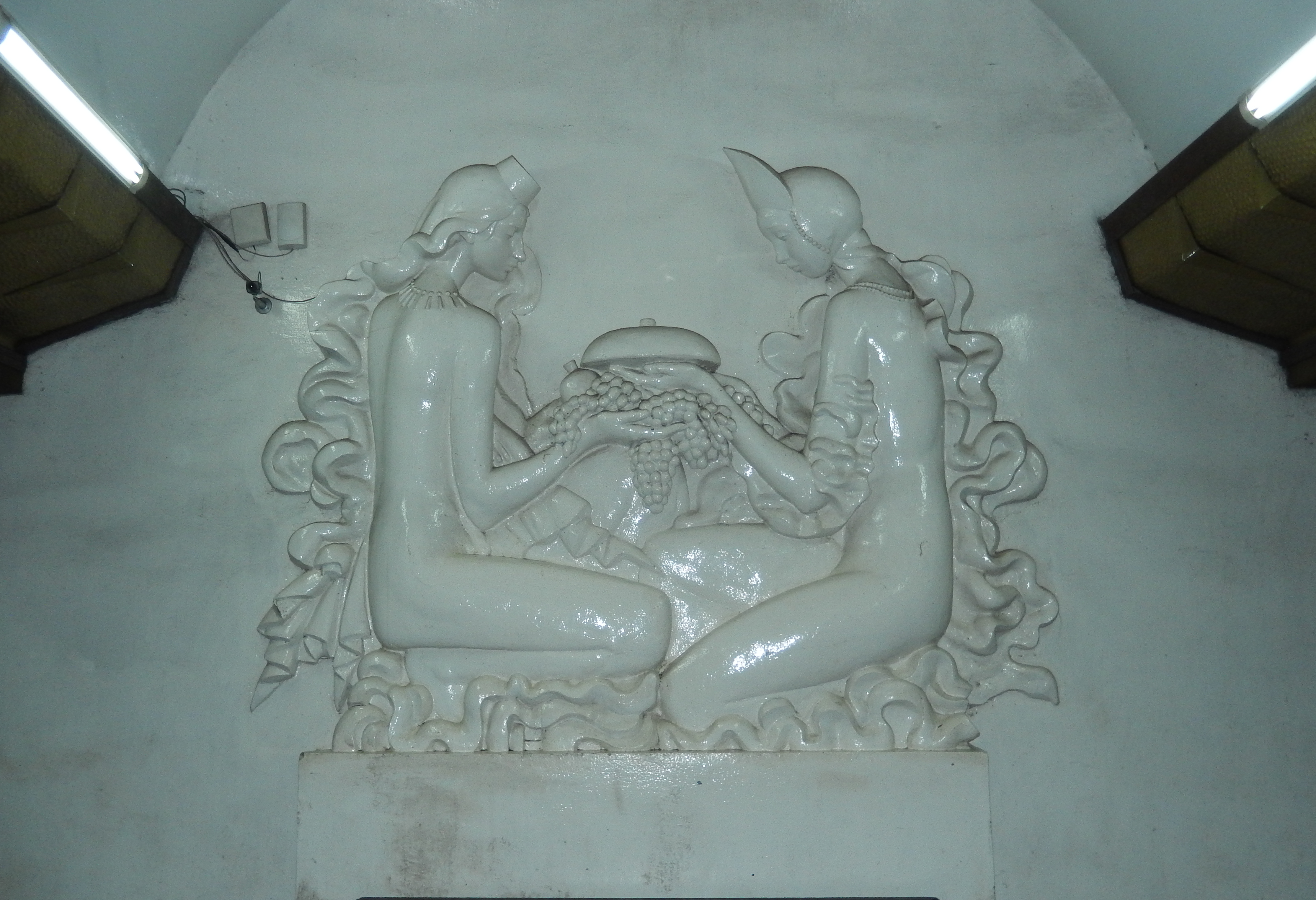
A Barátság emlékmű

A föld alatt fehér márvánnyal bélelt kör alakú állomás található. Az állomás három mozgólépcsővel van felszerelve. A fehér márvánnyal bélelt oszlopok támasztják alá az állomás boltíves mennyezetét. Az oszlopok találkozási pontjait a mennyezettel az állomás teljes hosszában dekoratív hímzés díszíti, amelyre fénycsövek vannak rögzítve. A keresztmetszetben az oszlopok kereszthez közeli alakúak. Az állomási vágány falait fehér márvány, a padlót szürke gránit borítja.
A terem másik végében a Barátság emlékmű található, amelyen egy népviseletbe öltözött orosz lány kenyeret és sót ad egy örmény nőnek, aki pedig szőlővel és gyümölccsel kedveskedik az orosz lánynak. A dombormű készítője Ghukas Csubarján. A világítás segítségével a panel vizuálisan elkülönül az állomás fő részétől.
A tér alatti földalatti átjáró középső részében eredetileg kávézó épült, a falak mentén üzletek sorakoztak, a metró bejáratát pedig szökőkút díszítette. A 90-es években eltávolították a szökőkutat és a kávézót, az üzleteket pedig privát bevásárlóbódékká alakították.